# 송준석 (축구 선수)
송준석(2001년 2월 6일 ~ )는 대한민국의 축구 선수로, 포지션은 레프트백이다. 현재 K리그1 강원 FC 소속이다.